# 데 유레
데 유레(라틴어: de jure, /deɪ ˈdʒʊəri, di -, ˈjʊər-/, 고전 라틴어 : de iure) 혹은 데 주레는 법률상의 뜻을 가지는 표현으로, 공식적으로 승인된 것은 아니지만 '사실의'라는 뜻을 가진 데 팍토와는 반대되는 개념이다. 흔히 실제 관습적인 것과 다르게 인정된 법률 상의 사실을 표기할 때 사용된다.
정치 상황을 서술할 때에는 데 유레는 '원칙의'라는 말 대신, 데 팍토는 '실제의'라는 말 대신 사용된다. 데 유레는 또한 '법으로'로 번역되기도 한다.

## 같이 보기
- 데 팍토